# Źródła Monastyczne
Źródła Monastyczne – seria źródeł dotyczących dziejów monastycyzmu w okresie antyku chrześcijańskiego i średniowiecza. Ukazuje się od 1993 roku w Krakowie nakładem wydawnictwa Benedyktynów w Tyńcu. Redaktorem serii jest ks. Marek Starowieyski. Redaktorem podserii średniowiecze jest J. A. Spież.

## Tomy wydane w ramach serii
- Żywoty Ojców Jurajskich, przeł. Zespół Konwersatorium Patrystycznego Instytutu Filologii Klasycznej Uniwersytetu Warszawskiego pod kierunkiem Jerzego A. Wojtczaka, wstęp M. Bielawski, opracowanie i redakcja M. Starowieyski, Kraków 1993.
- Cezary z Arles, Pisma monastyczne, przeł. E. Czerny, M. Borkowska, J. Piłat, wstęp J. Piłat, opracowanie i redakcja: M. Starowieyski, Kraków 1994.
- Wczesne reguły monastyczne z Galii, przeł. K. Bielawski, wstęp J.Piłat, opracowanie i redakcja Marek Starowieyski, Kraków 1994.
- Apoftegmaty Ojców Pustyni,  t. 1: Gerontikon (Księga Starców), przeł. M. Borkowska, wstęp E. Makowiecka, Ewa Wipszycka, M. Starowieyski, opracowanie M. Starowieyski, Kraków 1994.
- Św. Bazyli Wielki, Pisma ascetyczne, t. 1: Wstęp do zarysu ascezy, O sądzie Bożym, O wierze, Reguły moralne, przekład i opracowanie: Józef Naumowicz, Kraków 1994.
- Św. Bazyli Wielki, Pisma ascetyczne, t. 2: Reguły dłuższe, Reguły krótsze, przekład i opracowanie: Józef Naumowicz, Kraków 1995.
- Teodoret biskup Cyru, Dzieje miłości Bożej. Historia mnichów syryjskich, przeł. K. Augustyniak, wstęp E. Wipszycka, K. Augustyniak, opracowanie K.Augustyniak, R. Turzyński, Kraków 1994.
- Sulpicjusz Sewer, Pisma o św. Marcinie z Tours. Żywot, Listy, Dialogi, przeł. P.J. Nowak, wstęp, komentarz i opracowanie M. Starowieyski, posłowie: Hanna Malewska, Kraków 1995.
- Apoftegmaty Ojców Pustyni, t. 2: Kolekcja systematyczna, przekład: M. Kozera, wstęp M. Starowieyski, bibliografia M. Starowieyski, J. Pollok, Kraków 1995.
- Św. Hieronim, Żywoty mnichów Pawła, Malchusa i Hilariona, przekład, wstęp i opracowanie Bazyli Degórski, Kraków 1995.
- Pachomiana latina, przekład A. Bober SJ, W. Miliszkiewicz, Marek Starowieyski, wstęp V. Desprez, opracowanie M. Starowieyski, Kraków 1996.
- Palladiusz z Galacji, Opowiadania dla Lausosa (Historia Lausiaca), przekład S. Kalinkowski, wstęp i opracowanie Marek Starowieyski, Kraków 1996.
- Eugipiusz, Żywot św. Seweryna. Reguła, przekład, wstęp i opracowanie K. Obrycki, Kraków 1996.
- Jean Leclercq, Miłość nauki a pragnienie Boga, przeł. M. Borkowska, redakcja naukowa J.A. Spież, Kraków 1997. Podseria: opracowania 1.
- Najstarsze pisma kartuzów, przeł. R. Witkowski, E. Skibiński, Kraków 1997. Podseria: średniowiecze 1,
- Benedyktyni tynieccy, wstęp i opracowanie R. Witkowski, W. Lesner, Kraków 1997.
- Pierwsze pisma greckie o dziewictwie, przeł: S. Kalinkowski, W. Kania, J. Naumowicz, wstęp i opracowanie Józef Naumowicz, Kraków 1997.
- Julian Pomeriusz, O życiu kontemplacyjnym, przekład, wstęp i opracowanie A. Żurek, Kraków 1998.
- Ewagriusz z Pontu, Pisma ascetyczne, t. 1, przeł. K. Bielawski, M. Grzelak, E. Kędziorek, L. Nieścior, A. Ziernicki, wstęp i opracowanie L. Nieścior, Kraków 1999.
- Gabriel Bunge, Ewagriusz z Pontu - mistrz życia duchowego, przeł. J. Bednarek, A. Jastrzębski, A. Ziernicki, redakcja naukowa L. Nieścior, Kraków 1998. Podseria: opracowania 2.
- Św. Gertruda z Helfty, Ćwiczenia duchowe, przeł. B. Chądzyńska, M.I. Rosińska, M.B. Michniewicz, wstęp M. Borkowska, redakcja D. Zydorek, J.A. Spież, Kraków 1999. Podseria: średniowiecze 2.
- Vincent Desprez, Początki monastycyzmu. Dzieje monastycyzmu chrześcijańskiego do soboru efeskiego (431), t. 1–2, przeł. J. Dembska, redakcja naukowa Marek Starowieyski, przedmowa P. Miquel, Kraków 1999. Podseria: opracowania 3, 4.
- Św. Grzegorz Wielki, Dialogi, przeł: E. Czerny, A. Świderkówna, wstęp A. de Vogüe, komentarz i opracowanie M. Starowieyski, Kraków 2000.
- Św. Gertruda z Helfty, Zwiastun Bożej miłości, t. 1, przeł. B. Chądzyńska, E. Kędziorek, wstęp M. Borkowska, redakcja M.I. Rosińska, Kraków 2001. Podseria: średniowiecze 3.
- Jean Leclercq, Chrystus w oczach średniowiecznych mnichów, przeł. M. Borkowska, redakcja naukowa J.A. Spież, Kraków 2001. Podseria: opracowania 5.
- Possydiusz z Kalamy, Żywot św. Augustyna, wstęp, przekład i opracowanie P. Nehring, Kraków 2002.
- Św. Augustyn, Pisma monastyczne, przeł. P. Nehring, M. Starowieyski, R. Szaszka, wstęp i opracowanie P. Nehring, Kraków 2002.
- Jan Kasjan, Rozmowy z Ojcami, t. 1, przeł. i oprac. A. Nocoń, Kraków 2002.
- Św. Patryk, Pisma i najstarsze żywoty, przeł. K. Panuś, A. Strzelecka, wstęp i opracowanie J. Strzelczyk, Kraków 2003.
- Św. Grzegorz Wielki, Księga reguły pasterskiej, przeł. E. Szwarcenberg-Czerny, wstęp i opracowanie M. Starowieyski, Kraków 2003.
- Mechtylda z Magdeburga, Strumień światła Boskości, t. 1, przekład wstęp i opracowanie P.J. Nowak, redakcja M.I. Rosińskap, Kraków 2004. Podseria: średniowiecze 4,
- Mechtylda z Magdeburga, Strumień światła Boskości, t. 2, przekład wstęp i opracowanie P.J. Nowak, redakcja M.I. Rosińskap, Kraków 2004. Podseria: średniowiecze 5
- Św. Hieronim, Listy do Eustochium, przekład, wstęp i opracowanie: B. Degórski, Kraków 2004.
- Columba Stewart, Kasjan mnich, przeł. T. Lubowiecka, Kraków 2004. Podseria: opracowania 6.
- Święty Antoni, Żywot. Pisma ascetyczne, przeł. E. Dąbrowska, A. Ziółkowski, M. Borkowska, S. Kazikowski, St. Kalinkowski, Z. Brzostowska, wprowadzenie, wstępy i red. naukowa: E. Wipszycka, Kraków 2005.
- Ewagriusz z Pontu, Pisma ascetyczne, t. 2, przeł. M. Grzelak, L. Nieścior, A. Ziernicki, B. Spieralska, wstęp i opracowanie L. Nieścior Kraków 2005.
- Antoine Guillaumont, U źródeł monastycyzmu chrześcijańskiego, t. 1-3, przeł. S. Wirpszanka, Kraków 2006. Podseria: opracowania.
- Św. Grzegorz Wielki, Moralia. Komentarz do Księgi Hioba, t. 1. List, Przedmowa, Księgi I–V, przeł T. Fabiszak, Anna Strzelecka, R. Wójcik, wprowadzenie i opracowanie L. Nieścior, Kraków 2006.
- Reguła Mistrza. Reguła św. Benedykta, przeł. T.M. Dąbek, B. Turowicz, wstęp A. de Vogüé, T.M. Dąbek, Kraków 2006. Podseria: Zachodnie reguły monastyczne 1.
- Św. Grzegorz Wielki, Moralia. Komentarz do Księgi Hioba, t. 2: Księgi VI–X, przeł. K. Nastał, L. Gładyszewski, A. Wójcik, E. Buszewicz, opracowanie L. Nieścior, Kraków 2006.
- Historia mnichów w Egipcie, przeł. E. Dąbrowska, wstęp E. Wipszycka, R. Wiśniewski Kraków 2007.
- Św. Gertruda z Helfty, Zwiastun Bożej miłości, t. 2, przeł. E. Kędziorek, redakcja M.I. Rosińska, Kraków 2007. Podseria: średniowiecze 6.
- Św. Grzegorz Wielki, Moralia. Komentarz do Księgi Hioba, t. 3: Księgi XI–XVI, przeł. E. Buszewicz, S. Naskręt, K. Nastał, L. Gładyszewski, opracowanie i redakcja E. Buszewicz, redakcja naukowa L. Nieścior, Kraków 2007.
- Derwas J. Chitty, A pustynia stała się miastem..., przeł. T. Lubowiecka, redakcja naukowa T.M. Gronowski, Rafał Kosiński, Kraków 2008. Podseria: Opracowania 9.
- Nil z Ancyry, Pisma ascetyczne, przekład, wstęp i opracowanie L. Nieścior, Kraków 2008.
- Glauco Maria Cantarella, Comites Aulae Coelestis. Studia z historii, kultury i duchowości Cluny w średniowieczu, przeł. A. Haase, S. Jankowska, M. Małecka, D. Stanicka, O. Styczeń, K. Szczałuba, redakcja naukowa T.M. Gronowski, K. Skwierczyński, Kraków 2009. Podseria: opracowania 10.
- Hilary z Arles, Honorat z Marsylii, Kazanie o życiu św. Honorata, Żywot św. Hilarego biskupa Arles, przeł. P. Nehring, B. Bibik, wstęp i komentarz P. Nehring, Kraków 2009.
- Jean Leclercq, U źródeł duchowości Zachodu. Etapy rozwoju i elementy stałe, przeł. Sz. Sztuka, redakcja naukowa i posłowie: T.M. Gronowski, Kraków 2009. Podseria: opracowania 11.
- Zachodnie reguły monastyczne, przeł. K. Bielawski, A. Bober, M. Borkowska, I. Gano, S. Kalinkowski, P. Nehring, K. Obrycki, B. Spieralska, M. Starowieyski, P. Wygralak, wstępy Józef Naumowicz, P. Nehring, A. Nocoń, M. Starowieyski, opracowanie: T. Dekert, M.T. Gronowski, Sz. Hiżycki, Kraków 2012. Podseria: Zachodnie reguły monastyczne 2.
- Doroteusz z Gazy, Pisma ascetyczne, przeł. M. Borkowska, wstęp: L. Nieścior, opracowanie i komentarz M. Borkowska, Sz. Hiżycki, Kraków 2010.
- Jennifer L. Hevelone Harper, Uczniowie pustyni. Mnisi świeccy i prymat ducha w Gazie VI wieku, przeł. E. Dąbrowska, redakcja naukowa: T.M. Gronowski, Rafał Kosiński, Kraków 2010. Podseria: opracowania 12.
- Yizhar Hirschfeld, Życie monastyczne na Pustyni Judzkiej w okresie bizantyńskim, przeł. i redakcja naukowa K. Twardowska, Kraków 2010. Podseria: opracowania 13.
- Marcel Pacaut, Dzieje Cluny, przeł: A. Ziernicki, przedmowa: D. Riche, redakcja naukowa: T.M. Gronowski, Kraków 2010. Podseria: opracowania 14.
- Bernard z Clairvaux, Piotr Czcigodny, Hugon z Amiens, Mnich Idung, Polemika kluniacko-cysterska z XII wieku, przeł. E. Buszewicz, redakcja naukowa i wstęp M.T. Gronowski, Kraków 2010. Podseria: średniowiecze 7.
- Apoftegmaty Ojców Pustyni, t. 3: Zbiory etiopskie (wybór). Mniejsze zbiory greckie. Zbiory łacińskie. Opowiadania dla duszy pożyteczne: Pawła z Monemwazji, Jana Moschosa (wybór), przeł. St. Kur, M. Rymuza, M. Starowieyski, wstępy i  opracowanie M. Starowieyski, R. Zarzeczny SJ, Kraków 2011.
- Hildegarda z Bingen, Scivias, t. 1: Księga pierwsza i druga, przekład, wstęp i opracowanie J. Łukaszewska-Haberkowa, przedmowa Jerzy Strzelczyk, Kraków 2011. Podseria: średniowiecze 8.
- Hildegarda z Bingen, Scivias, t. 1: Księga trzecia, przekład wstęp i opracowanie J. Łukaszewska-Haberkowa, przedmowa Jerzy Strzelczyk, Kraków 2011. Podseria: średniowiecze 9.
- Piotr Marek Chojnacki, Sacramentis ecclesiae communicare. Chrzest i Eucharystia według świętego Bernarda z Clairvaux, przeł. M. Małecka, G. Małecka, redakcja naukowa M.T. Gronowski, Kraków 2011. Podseria: opracowania 15.
- Cyryl ze Scytopolis, Żywoty mnichów palestyńskich, przeł. E. Dąbrowska, wstęp, komentarz, indeksy Rafał Kosiński, Kraków 2011. Podseria: starożytność 36.
- Joseph Patrich, Saba – przywódca monastycyzmu palestyńskiego. Studium porównawcze monastycyzmu wschodniego od IV do VII wieku t. 1-2, przekład i redakcja naukowa K. Twardowska, Kraków 2011. Podseria: opracowania 16–17.
- Św. Grzegorz Wielki, Moralia. Komentarz do Księgi Hioba, t. 4: Księgi XVII–XXII, przeł. E. Buszewicz, A. Wilczyński, opracowanie i korekta przekładu E. Buszewicz, redakcja naukowa L. Nieścior OMI, Kraków 2013.
- Apoftegmaty Ojców Pustyni, t. 4: Zbiór anonimowy wydany przez François Nau, przeł. M. Borkowska, E. Dąbrowska, M. Pawlik, wstępy: Sz. Hiżycki, L. Regnault, W. Harmless, redakcja naukowa Sz. Hiżycki, Kraków 2013.
- Pachomiana graeca. Vita Graeca Prima, List Ammona, Paralipomena, przeł. E. Dąbrowska, wstęp i opracowanie Ewa Wipszycka, Kraków 2013.
- Żywoty galijskie. Żywot św. Germana z Auxerre. Żywot św. Genowefy z Paryża, Kraków 2016.